# 小中村清矩
小中村 清矩（こなかむら きよのり、文政4年12月30日〈1822年1月22日〉- 明治28年〈1895年〉10月11日）は、国学者・日本史学者。姓は紀氏。幼名は栄之助・金四郎・金右衛門・将曹と称した。号は陽春廬（）。国文学者池辺義象はその養子（のち池辺に復する）。

## 生涯
文政4年（1821年）年末、江戸麹町5丁目（現在の東京都千代田区）に生まれる。父は三河国碧海郡西端村（現在の碧南市）出身の原田次郎八、母は美代。父母に早世されたため、母の妹に養われ小中村家を継ぐ。小中村家の出自は石清水八幡宮の神職で、江戸に下った小中村勘兵衛定治が商家を営んでいた。天保5年（1834年）、名を清矩に改めた。養父の歿後家業を継ぐ一方、学問を堀越開山・置賜晰斎・西島蘭渓・中村六右衛門・亀田鶯谷・伊能穎則らより受ける。嘉永5年（1852年）、家業を次子文次郎に譲って学業に専念した。
安政2年（1855年）、本居内遠に入門。安政4年（1857年）、紀州藩古学館教授となり、文久2年（1862年）、江戸番町の和学講談所講師となった。
明治2年（1869年）、太政官に出仕し、大学中助教に就任。太政官制度の取調にあたった。神祇官神祇権大史・神祇大史・神祇大録・教部省教部大録を経て、明治11年（1878年）、東京大学講師と、修史館御用掛になる。翌明治12年、『古事類苑』編纂に従事し編輯主任を務めている。明治15年（1882年）、東京大学教授・東京学士会院会員となり、明治19年、帝国大学法科兼文科大学教授に就任、併せて『古事類苑』編纂委員長となった。明治21年（1888年）、文学博士の学位を取得し、帝室制度取調掛に任命され、明治23年（1890年）9月29日、貴族院議員に勅選され、明治26年（1893年）、法典調査会査定委員となった。明治27年（1895年）、75歳で死去。正五位に叙された。墓は谷中霊園甲9号8側にあったが、2020年に無縁撤去された。

## 逸話
剣南道人の『理趣情景』に、「近世の国学界に功績多かりし小中村博士は、一週間の日記をその最初の日に於て予期したりとの事なるが、博士もまたよく宣長のに髣髴したる資質ありしに似たり」とある。
明治15年（1882年）に帝国大学において古典講習科が設置された際の開講式にて小中村は「これから普通の国学者を仕立てることであります。そこで当今の時勢であるから、普通の洋学もしなければ、切角国学を学び得ても、世に不通用なものにならうかと思はれます」と述べて、外国の手法を取り入れながら従来の国学に代わる新しい国学（史料や文書を読解する学問）を打ち立てる必要性を唱えた。また、近代的な日本史学の確立に力を尽くし、将来日本史研究を志望する若者たちのために『国史学の栞』の研究入門書を著している。

### 「令三弁」の旧説を墨守との批判
瀧川政次郎は『「律令考」解題』の中で、「（佐藤誠実の）「律令考」の出現によって、新進の法制史学者は、いずれも現存の令を養老令としたが、東京文科大学では羽倉家律令学の伝統を承けた小中村清矩教授が、「令三弁」（荷田在満著）の旧説を墨守し、現存の令を大宝令として講述していた。故に小中村博士の講義を聴いた人々は、みな現存令を大宝令とし、中等学校の国史教科書にも、大宝律令の名のみあって、養老律令の名を著さず、故にその僻説はひろく国民の間に浸透し、今に至るも現存令を大宝令と呼ぶ人が絶えない。」と批判している。

## 栄典
- 1889年（明治22年）6月19日 - 勲六等瑞宝章[6]
- 1890年（明治23年）11月1日 - 正六位[7]

## 著書

### 単著
- 『田制考』
- 『国文ノ性質並沿革紋所並国旗ノ日章考』　東京大学法経文三学部  1879（明治12）年
- 『歌舞音楽略史』乾　私家版　1888（明治21）年
- 『歌舞音楽略史』坤　私家版　1888（明治21）年
  - 『歌舞音楽略史』岩波文庫 296-297　1928（昭和3）年、復刊昭和59年・平成12年ほか
- 『国史学のしをり』　吉川半七  1895（明治28）年
- 『陽春廬雑考』　吉川半七　1898（明治31）年
- 『官制沿革略史』　吉川半七  1900（明治33）年
- 『官職制度沿革史』　勉強堂書店　1901（明治34）年
  - 『官職制度沿革史』〈明治百年史叢書〉、原書房 1976（昭和51）年
- 『有声録』　広文堂書店　1915（大正4）年
- 『日本官職制度沿革史』　東学社　1935（昭和10）年
- 『国史学の方法』 東学社  1936（昭和11）年

### 編著
- 中邨秋香 共 編『日用文鑑 上巻』福田仙蔵、1894（明治27）。
  - 中邨秋香 共 編『日用文鑑 上巻 改正増訂（5版）』青山清吉、1899（明治32）。
- 中邨秋香 共 編『日用文鑑 下巻』福田仙蔵、1894（明治27）。
  - 中邨秋香 共 編『日用文鑑 下巻 改正増訂（5版）』青山清吉、1899（明治32）。
- 『小中村清矩日記』（大沼宜規編）、汲古書院、平成22年（2010年）